# Opactwo Saint Étienne de Bassac
Opactwo św. Szczepana w Bassac – wczesnośredniowieczne opactwo benedyktyńskie w Bassac, w departamencie Charente. Ma status zabytku o szczególnej wartości. 

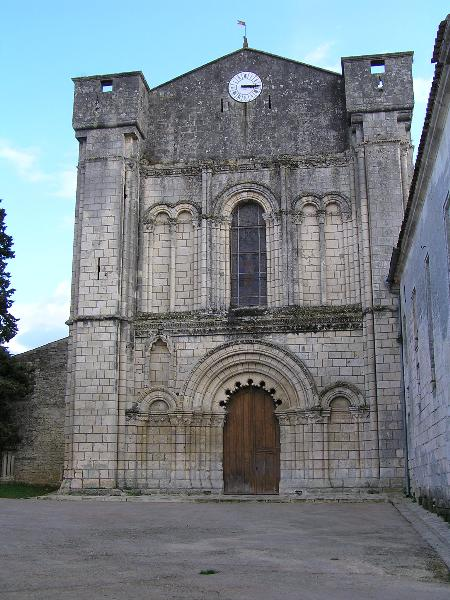
Brama opactwa

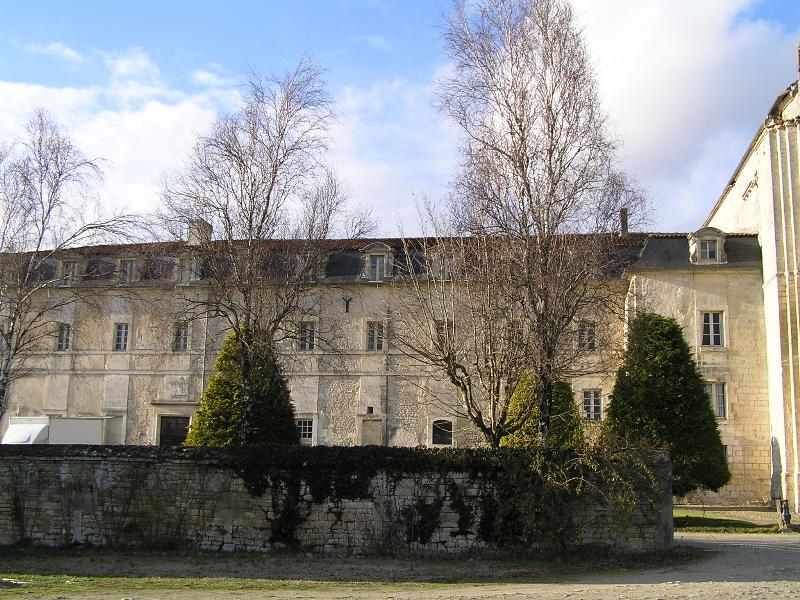
Zabudowania mieszkalne opactwa

## Historia

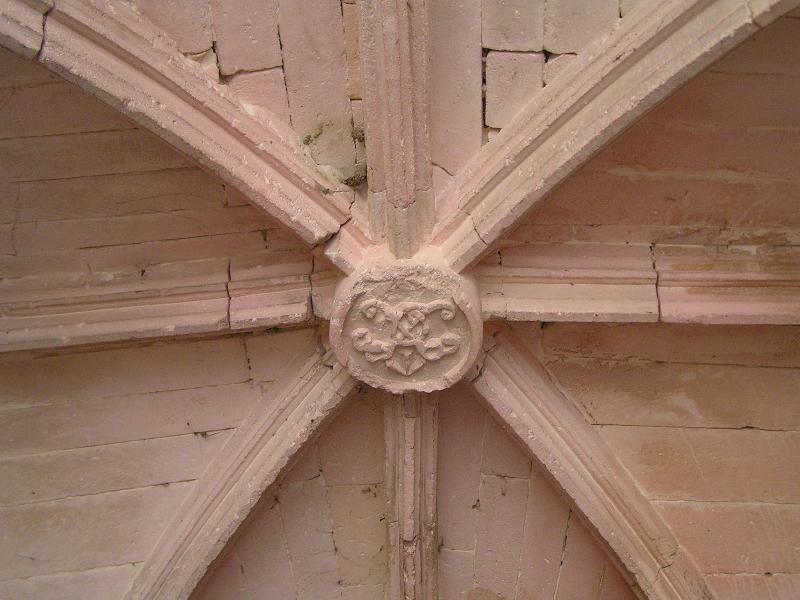
Detal sklepienia

Opactwo benedyktyńskie zostało ufundowane przez właściciela pobliskich włości Jarnac Wardrade'a Lorichesa hrabiego Marche oraz jego żonę Rixendis po powrocie z pielgrzymki do Rzymu. Pierwsi mnisi w liczbie 20 oraz opat nazwiskiem Aymard pochodzili z opactwa Saint Cybard, nowo powstała wspólnota podlegała diecezji w Saintes. Została poświęcona w 1015 i otrzymała wówczas potrójne wezwanie: Najświętszej Maryi Panny, św. Szczepana oraz świętych Piotra i Pawła. W praktyce najczęściej określana była po prostu jako klasztor św. Szczepana (Etienne). W XII wieku klasztor przeszedł generalną przebudowę, w czasie której zatracił pierwotne cechy stylu romańskiego na rzecz gotyku. 
Poważne straty opactwo poniosło w czasie wojny stuletniej, splądrowane przez hrabiego Derby, a następnie wojska angielskie. Mnisi podjęli wówczas rozbudowę opactwa oraz ufortyfikowali je na wypadek nowych napaści. Pracami kierował opat Henri de Courbon, który zajął się również ponowną dekoracją i rozbudową kościoła klasztornego, pałacu opata oraz zabudowań mieszkalnych. Fortyfikacje nie uchroniły jednak klasztoru przed nowymi zniszczeniami w czasie wojen religijnych - obiekt został splądrowany najpierw przez protestantów (w 1564), a następnie przez katolików, w czasie ostrych walk pod Jarnac. W czasie Wielkiej Rewolucji Francuskiej benedyktyni zostali wygnani z opactwa, a jego zabudowania przekształcone w świątynię Istoty Najwyższej. To wtedy na fasadzie wykonano widoczny do dziś napis "Lud francuski wierzy w Istotę Najwyższą oraz w nieśmiertelność duszy" (zdanie Maksymiliana Robespierre'a). Następnie obiekt został czasowo opuszczony (do 1820), po czym po remoncie oddany zakonowi misjonarzy Św. Teresy od Dzieciątka Jezus.

## Architektura
Cały kompleks budynków wzniesiony jest na planie prostokąta w stylu gotyckim, z zachowaniem pierwotnego układu budynków, fundamentów oraz części oryginalnych romańskich murów. Połączony z budynkami mieszkalnymi kościół klasztorny jest dwunawowy, oparty na systemie przypór, z ostrołukowymi oknami z maswerkiem. Wnętrze podzielone jest na dwie części - powszechną, w której pochowani są fundatorzy opactwa, oraz dostępną jedynie dla zakonników. Nad całością góruje dwunastowieczna dzwonnica, łącząca w sobie motywy romańskie (półkoliste okna na czterech poziomach) oraz gotyckie (stożkowata iglica). Kościół przykryty jest sklepieniami krzyżowo-żebrowym oraz gwiaździstym. 
Wejście na teren mieszkalnych zabudowań opactwa (obecne pochodzą w większości z XV-XVIII wieku) wiedzie poprzez romańską bramę z efektownym portalem. Wewnątrz czworoboku tworzonego przez jednopiętrowe zabudowania dla zakonników urządzony został ogród. Pierwotnie wewnętrzny dziedziniec otaczały gotyckie arkady, obecnie już nieistniejące, których ślady nadal są widoczne na murach. 